# Johann Ferdinand Joseph von Boedigkeim
Johann Ferdinand Joseph von Boedigkeim (* etwa 8. November 1685 in Sulzemoos; † 28. April 1756) war ein deutscher Geistlicher.
Boedigkeim erhielt am 21. Dezember 1712 die Diakonweihe und vier Tage später die Priesterweihe. Am 22. November 1730 ernannte Papst Benedikt XIV. ihn zum Weihbischof in Freising und Titularbischof von Amyclae. Johann Theodor von Bayern, Bischof von Regensburg, spendete ihn am 31. Dezember 1730 die Bischofsweihe. Mitkonsekrator war Johann Jakob von Mayr, Weihbischof in Augsburg. 